# Neotonchus cupulatus
Neotonchus cupulatus är en rundmaskart som beskrevs av Vitiello 1970. Neotonchus cupulatus ingår i släktet Neotonchus och familjen Cyatholaimidae. Inga underarter finns listade i Catalogue of Life.